# アムシャ・スプンタ
アムシャ・スプンタ (Aməša Spənta) は、ゾロアスター教において最高神アフラ・マズダーに従う七人の善神。その名は「不滅の聖性」を意味する。なお、スプンタ・マンユはアフラ・マズダーと同一視されることがあり、その場合は六人と数えられる。
極めて抽象的、教理的な神格のため、中世以降はあまり信仰されなくなり、ゾロアスター教においての信仰は、ヤザタに取って代わられた。
本来はゾロアスター教よりも古いペルシャ土着の神々の中で、人類の守護者とされたものが取り入れられたとされる。

## 善神
- スプンタ・マンユ(Spənta Mainyu)
- ウォフ・マナフ(Vohu Manah)
- アシャ（・ワヒシュタ）(Aša Vahišta)
- （スプンタ・）アールマティ(Spənta Ārmaiti)
- クシャスラ（フシャスラ・ワルヤ）(Χšaθra Vairya)
- ハルワタート(Haurvatāt)
- アムルタート(Amərətāt)

## 悪神
- アンラ・マンユ (Angra Mainyu) - 善神スプンタ・マンユに対抗する魔王であり、別の解釈では最高神アフラ・マズダーに対抗する、魔王の中の魔王
- アカ・マナフ (Aka Manah) - アムシャ・スプンタのウォフ・マナフと対抗する魔王
- ドゥルジ (Druj) - 善神アシャ・ワヒシュタの敵対者
- タローマティ (Tarōmaiti) - スプンター・アールマティと対抗する魔王
- サルワ（サウルウァ） (Saurva) - フシャスラ・ワルヤと対抗する魔王。インド神話の暴風神ルドラ（別名サルワ、後の破壊神シヴァ）のゾロアスター教での姿
- タルウィ (Taurvi) - ハルワタートと対抗する魔王
- ザリチュ (Zairic) - アムルタートと対抗する魔王